# Delta Kappa Epsilon
Delta Kappa Epsilon (ΔΚΕ; auch D-K-E bzw. „Dik“ ausgesprochen, Mitglieder werden auch „Dekes“ genannt) ist eine „geheime“ Studentenverbindung für junge männliche Studenten in den USA.
Die Studentenverbindung wurde am 22. Juni 1844 an der Yale University von 15 Studenten gegründet, weil sie teilweise nicht in die bestehenden Studentenvereinigungen (z. B. Alpha Delta Phi und Psi Upsilon (Dartmouth College Greek organizations)) aufgenommen wurden.
Drei Jahre nach der Gründung wurden Zweige (chapters) in Bowdoin, Princeton, Colby und am Amherst College gegründet. Heute hat Delta Kappa Epsilon 64 Zweige und über 85.000 Mitglieder und Ehemalige in den gesamten USA.

## Bekannte Mitglieder
- George H. W. Bush, US-Präsident
- George W. Bush, US-Präsident
- Donald G. Fisher, Unternehmer (Gap Inc.)
- Gerald R. Ford, US-Präsident
- Rutherford B. Hayes, US-Präsident
- Robert Todd Lincoln, Sohn von Abraham Lincoln und US-Kriegsminister
- Theodore Roosevelt, US-Präsident
- Ron DeSantis, US-amerikanischer Politiker der Republikaner